# Corpo rígido
Em mecânica clássica, um corpo rígido é um objeto idealizado em que a distância entre dois pontos (ou duas partículas) quaisquer que o compõem é invariável sob a ação de forças externas; isto é, um corpo indeformável sob quaisquer forças a ele aplicadas. Em linguagem matemática, é definido como um conjunto finito de N partículas de massas mi e posições ri  (i = 1,..., N), tal que a distância entre duas partículas i e j, |ri-rj|, é constante no tempo. Em outras palavras, um corpo rígido é uma "nuvem" de partículas cuja distância entre elas não muda no tempo, assim não alterando as dimensões nem formas do corpo quando aplicada uma força.
A massa total do corpo rígido, M, é o somatório  das massas das partículas,
{\displaystyle M=\sum _{i=1}^{N}m_{i}}

## Corpos rígidos em equilíbrio
Se todas as forças externas aplicadas num corpo rígido, somadas num ponto qualquer, produzem força resultante e binário resultante nulos, conclui-se que a força resultante e o binário resultante também serão nulos em qualquer outro ponto. 
A justificação é que, como a força resultante é obtida somando as forças como vetores livres, será igual em qualquer ponto; o binário resultante sim é diferente quando a força resultante é colocada em diferentes pontos e a diferença entre o binário em dois pontos diferentes será igual ao momento introduzido quando a força resultante for deslocada entre esses pontos. 
Mas no caso em que a força resultante é nula, esse deslocamento par diferentes pontos não produz nenhum binário adicional e o binário devera ser igual, e nulo, em todos os pontos.
Quando a força resultante e o binário resultante são nulos, diz-se que o corpo rígido está em equilíbrio. 
Equilíbrio esse que pode ser estático (objeto em repouso) ou cinético (objeto com movimento linear uniforme). 
Assim sendo, as condições para que um corpo rígido esteja em equilíbrio é a soma das forças seja nula e que a soma dos momentos das forças, em relação a um ponto qualquer, seja nula.
Exemplo
O automóvel na figura desloca-se com velocidade constante de 120 km/h numa estrada perfeitamente horizontal. Sabendo que o peso total do automóvel é 9 000 N (newton), determine a força de reação normal em cada pneu.
Por ter  movimento retilíneo e uniforme, o automóvel está em equilíbrio. Na figura, o vetor {\displaystyle R_{1}} representa a soma das duas reações nos pneus da frente e {\displaystyle R_{2}} a soma das reações normais dos pneus de atrás. As forças horizontais, que são a resistência do ar e o atrito da estrada nos pneus, não podem ser calculadas neste problema. 
O único que é possível afirmar a respeito é que essas duas forças são iguais e opostas e o atrito é estático e contraria a resistência do ar. Por enquanto, admite-se que essas duas forças são desprezáveis em comparação com o peso e no fim será discutida a influência dessas forças no resultado obtido. A condição para que a soma das forças verticais seja nula é:
{\displaystyle R_{1}+R_{2}=9000}
Para encontrar o valor dessas duas variáveis será necessário considerar também a condição de que o binário resultante deverá ser nulo. Por existir equilíbrio, qualquer ponto pode ser usado como referência para calcular os momentos; é conveniente escolher o ponto onde há mais forças aplicadas, já que o momento dessas forças em relação ao ponto de referência será nulo. 
Neste caso escolhe-se um dos pontos de contato dos pneus com a estrada, ou o centro de gravidade (CG). Usando como referência o ponto de aplicação de {\displaystyle R_{1}}, a soma dos momentos é:
{\displaystyle 1,6\,R_{2}-0,4\times 9000=0\qquad \Rightarrow \qquad R_{2}=2250\;\mathrm {N} }
A seguir podia substituir-se esse valor na condição para a soma das forças verticais, mas também é possível calcular novamente soma de momentos, em relação ao ponto de aplicação de {\displaystyle R_{2}}
{\displaystyle 1.2\times 9000-1.6\,R_{1}=0\qquad \Rightarrow \qquad R_{1}=6750\;\mathrm {N} }
Admitindo que o centro de gravidade esteja a igual distância dos lados direito e esquerdo do automóvel, se este for simétrico, as reações nos dois pneus da frente serão iguais e, portanto, a reação em cada pneu será 3 375 N. Nos pneus de atrás as reações também serão iguais, cada uma com módulo 1 125 N.
As forças de atrito e da resistência do ar constituem um binário; como a linha de ação das forças de atrito com a estrada está por debaixo da linha de ação da resistência do ar, esse binário faz rodar o automóvel no sentido horário, aumentando as reações normais nos pneus de atrás e diminuindo as reações normais nos pneus da frente. 
Para calcular o momento da força de resistência do ar, seria preciso conhecer o coeficiente aerodinâmico {\displaystyle C_{\mathrm {D} }} do automóvel, a velocidade do vento e o ponto de aplicação da resultante dessa força, que está distribuída em toda a superfície do automóvel.

## Centro de massa (corpo rígido)
Um corpo rígido é uma distribuição contínua de massa num volume. 
Se a massa total do corpo for {\displaystyle \mathrm {m} }, e {\displaystyle \mathrm {d} \,m} for a massa infinitesimal que existe em cada ponto do corpo,
{\displaystyle m=\int \mathrm {d} \,m}
em que o integral é de volume, dentro do volume ocupado pelo sólido, já que {\displaystyle \mathrm {d} \,m} é o produto da massa volúmica {\displaystyle \rho } pelo volume infinitesimal {\displaystyle \mathrm {d} \,x\mathrm {d} \,y\mathrm {d} \,z}.
Define-se o vetor posição do centro de massa, {\displaystyle {\vec {r}}_{\mathrm {cm} }}, igual à média, pesada pela massa, do vetor posição no sólido:
{\displaystyle {\vec {r}}_{\mathrm {cm} }={\dfrac {\displaystyle \int {\vec {r}}\,\mathrm {d} \,m}{m}}}

## Movimento geral do corpo rígido

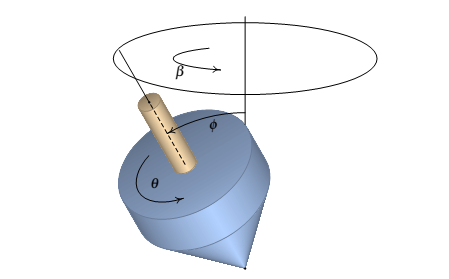
Os 3 graus de liberdade na rotação de um corpo rígido.

A dinâmica do corpo rígido consiste no estudo dos efeitos das forças e binários externos na variação dos seus seis graus de liberdade. A trajetória de um ponto qualquer no corpo, usado como referência, dá informação sobre a variação de três desses graus de liberdade. 
Os restantes 3 graus de liberdade são 3 ângulos. No pião da figura acima indicam-se dois ângulos, {\displaystyle \beta } e {\displaystyle \phi }, que definem a direção do eixo do pião; o terceiro ângulo, {\displaystyle \theta }, determina a rotação do pião em relação ao seu eixo. 
Nesse caso, dois dos ângulos, {\displaystyle \beta } e {\displaystyle \theta }, variam em função do tempo e, portanto, há duas velocidades angulares, {\displaystyle {\dot {\beta }}} e {\displaystyle {\dot {\theta }}}.
No pião da figura, o momento do peso em relação ao ponto de contacto no chão produz rotação no sentido em que o ângulo {\displaystyle \phi } aumentaria, mas como o pião já tem outra rotação no sentido indicado para o aumento de {\displaystyle \theta }, o eixo do pião não cai mas desloca-se no círculo indicado na figura.

### Rotação com eixo fixo
Quando o eixo de rotação de um corpo rígido permanece fixo em relação a um sistema inercial, a segunda lei de Newton será válida para as acelerações medidas no referencial do corpo rígido. 
Assim sendo, a equação da aceleração de corpos rígidos  permite calcular a força que atua na massa diferencial {\displaystyle \mathrm {d} \,m} em cada ponto.
{\displaystyle \mathrm {d} \,{\vec {f}}=\left(R\,\alpha \,{\vec {e}}\theta -R\,\omega ^{2}\,{\vec {e}}_{R}\right)\mathrm {d} \,m}
Cada uma dessas forças produz um momento {\displaystyle {\vec {r}}\times \mathrm {d} \,{\vec {f}}} em relação à origem, mas como o corpo rígido pode rodar unicamente em torno do eixo fixo {\displaystyle z}, interessa unicamente calcular a componente {\displaystyle z}, obtida usando unicamente a componente radial do vetor de posição:
{\displaystyle \mathrm {d} \,{\vec {M}}_{z}=(R\,{\vec {e}}_{R})\times \mathrm {d} \,{\vec {f}}=R^{2}\,\alpha \,{\vec {e}}_{z}\,\mathrm {d} \,m}
Integrando no volume do corpo rígido obtém-se a componente {\displaystyle z} do binário resultante,
{\displaystyle \int \mathrm {d} \,M_{z}=\alpha \int R^{2}\,\mathrm {d} \,m}
A aceleração angular foi colocada fora do integral, por ser igual em todos os pontos do corpo rígido. O integral no lado direito,
{\displaystyle I_{z}=\int R^{2}\,\mathrm {d} \,m}}
é o momento de inércia do corpo rígido, em relação ao eixo dos {\displaystyle z}.
No integral {\displaystyle \int \mathrm {d} \,M_{z}} todos os momentos das forças internas de contato serão eliminados, em consequência da lei de ação e reação, ficando unicamente a soma dos momentos produzidos pelas forças externas, {\displaystyle {\vec {F_{1}}}}, {\displaystyle {\vec {F}}_{2}}, {\displaystyle \dots }, {\displaystyle {\vec {F}}_{n}}. 
Assim sendo, a equação (...)
{\displaystyle \int \mathrm {d} \,M_{z}=\alpha \int R^{2}\,\mathrm {d} \,m}
conduz à lei da rotação com eixo de rotação fixo:
| {\displaystyle \sum _{i=1}^{n}M_{z,i}=I_{z}\,\alpha } |

### Translação sem rotação
Num corpo rígido com movimento de translação sem rotação, a cada instante a aceleração
de todos os pontos é a mesma, igual à aceleração do centro de massa, que é igual à soma
das forças externas dividida pela massa do corpo. 
Como o corpo não roda, a soma dos momentos de todas as forças em relação ao centro de massa deverá ser nula. Há que ter atenção ao facto de que a soma do momentos é nula unicamente em relação ao centro de massa; em relação a outro ponto P, a soma dos momentos será igual e oposta ao momento da força resultante, que atua no centro de massa, em relação a P.